# Red Hot Chili Peppers (album)
Red Hot Chili Peppers je debutové album kalifornské rockové skupiny Red Hot Chili Peppers, v USA vydaná 10. srpna 1984 pod labelem EMI. Album produkoval Andy Gill (ex Gang of Four). Deska je taky jediná, na které hraje původní kytarista Jack Sherman.

## Pozadí a nahrávání
Red Hot Chili Peppers měli smlouvu s EMI record na desku. Kytarista Hillel Slovak a bubeník Jak Irons však byly také členy skupiny What Is This?, které podpsala prioritní nahrávaní s MCA dva týdny před RHCP. Na desce tedy hraje na kytaru Jack Serman a bubnuje Cliff Martinez (ex Wairdos).
Nahrávání alba nebyl úplně plynulý proces. Andy Gill totiž posouval kapelu do rádiového zvuku, což se nikomu z kapely nelíbilo. V Kiedisově autobiugrafii Scar Tissue píše o momentu kdy Andy k songu "Police Helicopter" napsal do svých zápisek "shit". Kiedis měl přitom "Police Helicopter" jako oblíbený song, který ztělesnoval, živost, ostrost a energii kapely.
Po vydání desky se kapela vydala na turné (za kterého dostal každý člen 500 $). Kapela si nesedla s kytaristou Shermanem a jelikož ani deska "Squeezed" od What Is This? neměla velký úspěch, Hillel Slovak se vrátil a slyšíme ho už na druhé desce Freaky Styley.

## Kritika a komerční úspěch
Deska Red Hot Chili Peppers vyšla i přes nespokojenost kapely s produkcí. Neuspěla v americkém žebříčku Billboard 200. Úspěchem ale bylo nasazení singlů do MTV, kde si kapela získala první fanoušky. Kritiky na desku byly smíšené - zatímco někteří desku chválili (Spin), někteří byli hodně zklamání (Stephen Thomas Edlewine - Allmusic - "jejich energie a zápal se nepovedl přenést do alba"). Do roku 2007 se nakonec prodalo 300 000 kusů.

## Seznam písní
| Pořadí | Název                       | Autor                                                         | Délka |
| ------ | --------------------------- | ------------------------------------------------------------- | ----- |
| 1.     | True Men Don't Kill Coyotes | Michael Balzary, Anthony Kiedis, Cliff Martinez, Jack Sherman | 3:40  |
| 2.     | Baby Appeal                 | Flea, Kiedis, Martinez, Sherman                               | 3:40  |
| 3.     | Buckle Down                 | Flea, Kiedis, Martinez, Sherman                               | 3:24  |
| 4.     | Get Up and Jump             | Flea, Jack Irons, Kiedis, Hillel Slovak                       | 2:53  |
| 5.     | Why Don't You Love Me       | Hank Williams                                                 | 3:25  |
| 6.     | Green Heaven                | Flea, Irons, Kiedis, Slovak                                   | 3:59  |
| 7.     | Mommy Where's Daddy?        | Flea, Kiedis, Martinez, Sherman                               | 3:31  |
| 8.     | Out in L.A.                 | Flea, Irons, Kiedis, Slovak                                   | 2:00  |
| 9.     | Police Helicopter           | Flea, Irons, Kiedis, Slovak                                   | 1:16  |
| 10.    | You Always Sing The Same    | Flea, Kiedis, Martinez, Sherman                               | 0:19  |
| 11.    | Grand Pappy Du Plenty       | Flea, Andy Gill, Kiedis, Martinez, Sherman                    | 4:04  |

Bonusová písně z remasterované edice z roku 2003
1. „Get Up and Jump“ (demo) (Flea, Irons, Kiedis, Slovak) – 2:37
2. „Police Helicopter“ (demo) (Flea, Irons, Kiedis, Slovak) – 1:12
3. „Out in L.A.“ (demo) (Flea, Irons, Kiedis, Slovak) – 1:56
4. „Green Heaven“ (demo) (Flea, Irons, Kiedis, Slovak) – 3:50
5. „What It Is“ (a.k.a. „Nina's Song“) (demo) (Flea, Kiedis) – 3:57

## Obsazení
Skupina
- Anthony Kiedis – zpěv
- Flea – basa, zpěv
- Jack Sherman – kytara
- Cliff Martinez – bicí

Další hudebníci
- Keith Barry – lesní roh, viola
- Gwen Dickey – zpěv
- Patrick English – trumpeta
- Kenny Flood – saxofon
- Phil Ranelin – trombon

Nahrávací personál
- Andy Gill – producent
- Dave Jerden – inženýr
- Carolyn Collins – asistent inženýra
- Rob Stevens – mixing
- Barry Conley – mixing asistant
- Greg Fulginiti – mastering

Obal
- Gary Panter – návrhář
- Ed Colver – fotograf
- Howard Rosenberg – fotograf
- Henry Marquez – umělecký režisér